# Margot Robbie
Margot Elise Robbie, född 2 juli 1990 i Dalby i Queensland (Australien), är en australisk skådespelerska. 
Hon blev känd efter sin roll som Naomi Lapaglia i Martin Scorseses The Wolf of Wall Street. År 2016 spelade hon Jane Porter-Clayton i Legenden om Tarzan samt Harleen Quinzel/Harley Quinn i Suicide Squad. År 2017 spelade hon Tonya Harding i filmen I, Tonya, och blev nominerad för en Oscar för bästa kvinnliga huvudroll. År 2020 blev hon nominerad till en Oscar för bästa kvinnliga biroll för filmen Bombshell, och 2024 nominerades hon till en Oscar i klassen bästa film för Barbie.

## Biografi
Margot Robbies föräldrar är Sarie Kessler, en fysioterapeut och Doug Robbie, en tidigare sockerplantage-ägare. Föräldrarna separerade när hon var fem år och med sin mor och sina tre syskon – bröderna Lachlan och Cameron och systern Anya – växte hon upp på morföräldrarnas gård i Queensland.
År 2016 gifte sig Robbie med Tom Ackerley.

## Filmografi

### Film
| År   | Titel                         | Roll                               | Anmärkningar |
| ---- | ----------------------------- | ---------------------------------- | ------------ |
| 2013 | About Time                    | Charlotte                          |              |
| 2013 | The Wolf of Wall Street       | Naomi Lapaglia                     |              |
| 2015 | Z for Zachariah               | Ann Burden                         |              |
| 2015 | Focus                         | Jessica "Jess" Barrett             |              |
| 2015 | Suite Française               | Celine                             |              |
| 2015 | The Big Short                 | Sig själv                          | Cameo        |
| 2016 | Whiskey Tango Foxtrot         | Tanya Vanderpoel                   |              |
| 2016 | Legenden om Tarzan            | Jane Porter                        |              |
| 2016 | Suicide Squad                 | Dr. Harleen Quinzel / Harley Quinn |              |
| 2017 | Goodbye Christopher Robin     | Daphne de Sélincourt               |              |
| 2017 | I, Tonya                      | Tonya Harding                      | Producent    |
| 2018 | Pelle Kanin                   | Flopsy Rabbit (röst)               | Berättare    |
| 2018 | Terminal                      | Annie / Bonnie                     | Producent    |
| 2018 | Slaughterhouse Rulez          | Audrey                             | Cameo        |
| 2018 | Mary Queen of Scots           | Elisabet I                         |              |
| 2019 | Dreamland                     | Allison Wells                      | Producent    |
| 2019 | Once Upon a Time in Hollywood | Sharon Tate                        |              |
| 2019 | Bombshell                     | Kayla Pospisil                     |              |
| 2020 | Birds of Prey                 | Dr. Harleen Quinzel / Harley Quinn | Producent    |
| 2020 | Promising Young Woman         | i.u.                               | Producent    |
| 2021 | Pelle Kanin 2 – På rymmen     | Flopsy Rabbit (röst)               |              |
| 2021 | The Suicide Squad             | Dr. Harleen Quinzel / Harley Quinn |              |
| 2022 | Amsterdam                     | Valerie                            |              |
| 2022 | Babylon                       | Clara Bow                          |              |
| 2023 | Barbie                        | Barbie                             |              |
| 2023 | Asteroid City                 |                                    |              |

### Tv
| År              | Titel      | Roll           | Anmärkningar                                  |
| --------------- | ---------- | -------------- | --------------------------------------------- |
| 2008–2011, 2022 | Neighbours | Donna Freedman | 353 avsnitt                                   |
| 2011–2012       | Pan Am     | Laura Cameron  | Huvudroll                                     |
| 2019–nu         | Dollface   | Imelda         | Avsnitt: "Mama Bear"; även exekutiv producent |